# 2-Stunden-Rennen von Road America 2012

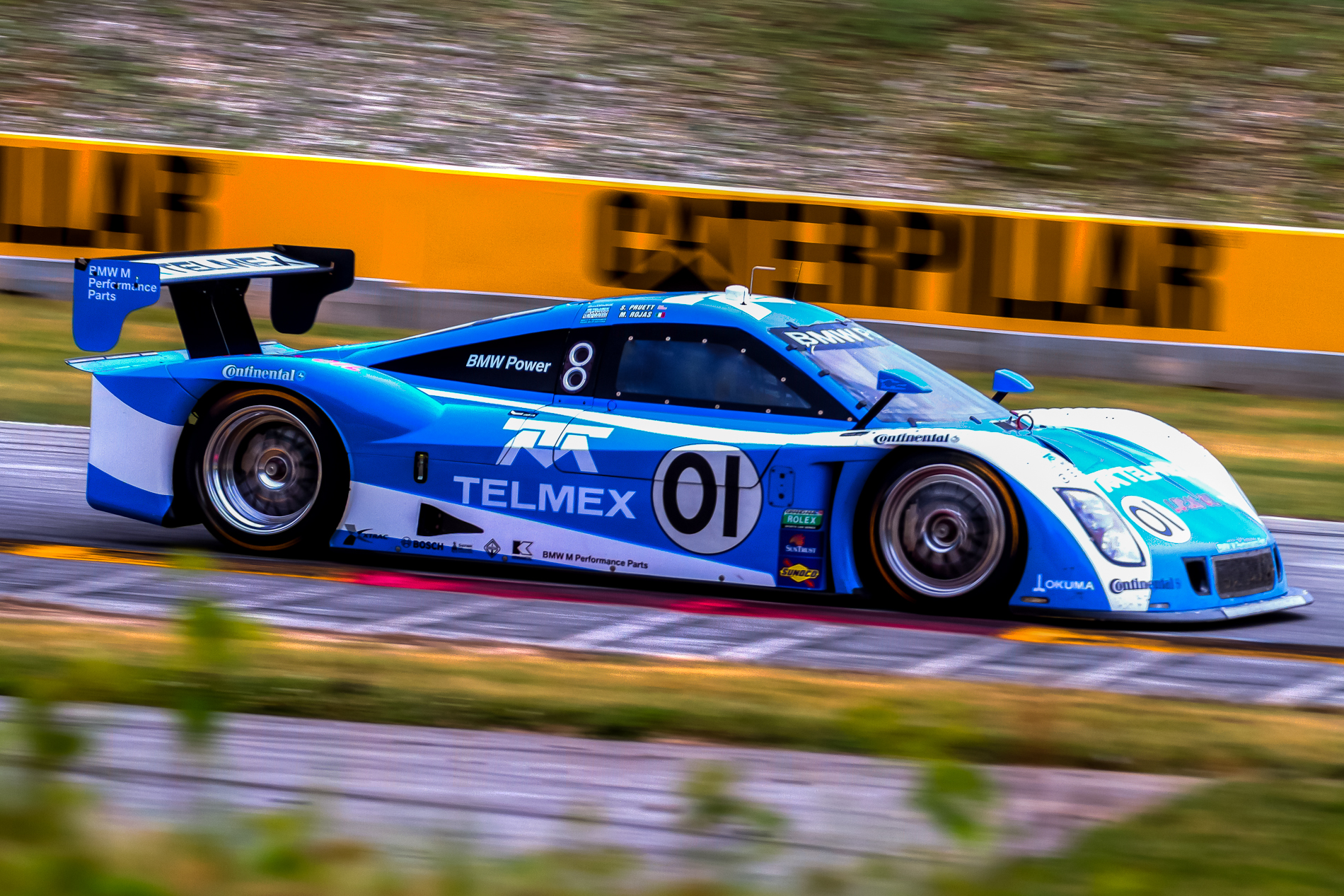
Riley MkXXVI mit der Startnummer 01; Siegerwagen von Scott Pruett und Memo Rojas

Das 2-Stunden-Rennen von Road America 2012, auch Rolex Sports Car Series 250 Driven by VisitFlorida.com, Road America, Elkhart Lake, fand am 23. Juni auf der Rennstrecke von Road America statt und war der siebte Wertungslauf der Rolex Sports Car Series dieses Jahres.

## Das Rennen
Nach dem Erfolg beim 24-Stunden-Rennen von Daytona war der Sieg von Scott Pruett und Memo Rojas der zweite Triumph eines Riley MkXXVI in dieser Saison. Das Duo gewann nach einer Fahrzeit von 2:00:02,193 Stunden mit dem Vorsprung von 2,7 Sekunden auf die Marken- und Typenkollegen Enzo Potolicchio/Ryan Dalziel. Als Gesamtdritte kamen John Pew und Oswaldo Negri, die ebenfalls einen Riley MkXXVI fuhren, in die Wertung.

## Ergebnisse

### Schlussklassement
| 1               | DP | 01 | Chip Ganassi Racing with Felix Sabates   | Scott Pruett Memo Rojas                     | Riley MkXXVI            | 49 |
| 2               | DP | 8  | Starworks Motorsport                     | Enzo Potolicchio Ryan Dalziel               | Riley MkXXVI            | 49 |
| 3               | DP | 60 | Michael Shank Racing with Curb-Agajanian | John Pew Oswaldo Negri                      | Riley MkXXVI            | 49 |
| 4               | DP | 5  | Action Express Racing                    | Terry Borcheller David Donohue              | Chevrolet Corvette DP   | 49 |
| 5               | DP | 7  | Starworks Motorsport                     | Scott Mayer Colin Braun                     | Riley MkXX              | 49 |
| 6               | GT | 69 | AIM Autosport Team FXDD with Ferrari     | Emil Assentato Jeff Segal                   | Ferrari 458 Italia      | 47 |
| 7               | GT | 94 | Turner Motorsport                        | Bill Auberlen Paul Dalla Lana Billy Johnson | BMW M3                  | 47 |
| 8               | GT | 70 | SpeedSource                              | Sylvain Tremblay Jonathan Bomarito          | Mazda RX-8              | 47 |
| 9               | GT | 42 | Team Sahlen                              | Dane Cameron Wayne Nonnamaker               | Mazda RX-8              | 47 |
| 10              | GT | 59 | Brumos Racing                            | Leh Keen Andrew Davis                       | Porsche 997 GT3 Cup     | 47 |
| 11              | GT | 57 | Stevenson Motorsports                    | Robin Liddell John Edwards                  | Chevrolet Camaro GT.R   | 47 |
| 12              | GT | 31 | Marsh Racing                             | Eric Curran John Heinricy                   | Chevrolet Corvette      | 47 |
| 13              | GT | 41 | Dempsey Racing                           | Charles Putman Charles Espenlaub            | Mazda RX-8              | 47 |
| 14              | GT | 88 | Autohaus Motorsports                     | Jordan Taylor Paul Edwards                  | Chevrolet Camaro GT.R   | 47 |
| 15              | GT | 73 | Horton Autosport                         | Patrick Lindsey Eric Foss                   | Porsche 997 GT3 Cup     | 47 |
| 16              | GT | 40 | Dempsey Racing                           | Joe Foster Patrick Dempsey                  | Mazda RX-8              | 47 |
| 17              | GT | 51 | APR Motorsport                           | Dion von Moltke Jim Norman                  | Audi R8 Grand-Am        | 46 |
| 18              | GT | 43 | Team Sahlen                              | Joe Nonnamaker Will Nonnamaker              | Mazda RX-8              | 46 |
| 19              | DP | 90 | Spirit of Daytona Racing                 | Antonio García Richard Westbrook            | Chevrolet Corvette DP   | 41 |
| Ausgefallen     |    |    |                                          |                                             |                         |    |
| 20              | DP | 9  | Action Express Racing                    | Darren Law João Barbosa Jamie France        | Chevrolet Corvette DP   | 47 |
| 21              | DP | 10 | SunTrust Wayne Taylor Racing             | Max Angelelli Ricky Taylor                  | Chevrolet Corvette DP   | 42 |
| 22              | GT | 44 | Magnus Racing                            | John Potter Andy Lally                      | Porsche 997 GT3 Cup     | 36 |
| 23              | DP | 2  | Starworks Motorsport                     | Alex Popow Lucas Luhr                       | Riley MkXXVI            | 31 |
| 24              | GT | 15 | Rick Ware Racing                         | John Ware Timmy Hill Kevin O'Connell        | Ford Mustang Boss 302 R | 29 |
| 25              | GT | 99 | Gainsco Bob Stallings Racing             | Jon Fogarty Alex Gurney                     | Chevrolet Corvette DP   | 12 |
| 26              | GT | 67 | TRG                                      | Steven Bertheau Spencer Pumpelly            | Porsche 997 GT3 Cup     | 1  |
| Nicht gestartet |    |    |                                          |                                             |                         |    |
| 27              | GT | 68 | TRG                                      |                                             | Porsche 997 GT3 Cup     | 1  |

1 Trainingswagen

### Nur in der Meldeliste
Zu diesem Rennen sind keine weiteren Meldungen bekannt.

### Klassensieger
| Klasse | Fahrer         | Fahrer     | Fahrzeug           | Platzierung im Gesamtklassement |
| ------ | -------------- | ---------- | ------------------ | ------------------------------- |
| DP     | Scott Pruett   | Memo Rojas | Riley MkXXVI       | Gesamtsieg                      |
| GT     | Emil Assentato | Jeff Segal | Ferrari 458 Italia | Rang 6                          |

### Renndaten
- Gemeldet: 27
- Gestartet: 26
- Gewertet: 19
- Rennklassen: 2
- Zuschauer: unbekannt
- Wetter am Rennwochenende: warm und trocken
- Streckenlänge: 6,515 km
- Fahrzeit des Siegerteams: 2:00:02,193 Stunden
- Runden des Siegerteams: 49
- Distanz des Siegerteams: 319,235 km
- Siegerschnitt: 190,992 km/h
- Pole Position: Scott Pruett – Riley MkXXVI (#01) – 2:02,453
- Schnellste Rennrunde: Richard Westbrook – Chevrolet Corvette DP (#91) – 2:01,774 = 192,638 km/h
- Rennserie: 7. Lauf zur Rolex Sports Car Series 2012